# Le Vast
Le Vast település Franciaországban, Manche megyében. Lakosainak száma 325 fő (2022. január 1.). Le Vast Brillevast, Canteloup, La Pernelle, Teurthéville-Bocage, Valcanville és Le Vicel községekkel határos.

## Népesség
A település népességének változása:
| Lakosok száma | 382  | 331  | 294  | 291  | 318  | 316  | 324  | 326  | 328  | 325  |
|               | 1968 | 1982 | 1990 | 2006 | 2013 | 2015 | 2017 | 2019 | 2020 | 2022 |